# Abella (Ribagorça)
Abella, o Abella d'Espés, és un llogaret situat a 1.385 metres d'altitud, del municipi de les Paüls, dins el terme de la parròquia i antic municipi d'Espés;, sota el tossal d'Abella (1.544 m), al camí que des de les Paüls duu al port de les Ares i al Turbó.